# Tropaeolum meyeri
Tropaeolum meyeri är en krasseväxtart som beskrevs av Benkt U. Sparre. Tropaeolum meyeri ingår i släktet krassar, och familjen krasseväxter. Inga underarter finns listade i Catalogue of Life.